# Thelyphonus suckii
Thelyphonus suckii är en spindeldjursart som beskrevs av Kraepelin 1897. Thelyphonus suckii ingår i släktet Thelyphonus och familjen Thelyphonidae. Inga underarter finns listade i Catalogue of Life.